# Ginny Blackmore
Virginia „Ginny“ Blackmore (* 6. März 1986 in Auckland) ist eine neuseeländische Sängerin und Songwriterin.

## Biografie
Mit 16 Jahren ging Ginny Blackmore von der Schule ab, um Sängerin zu werden. Daniel Bedingfield, der auf sie im Internet aufmerksam geworden war, unterstützte sie und half ihr auch, als sie mit 19 nach London zog. Mithilfe eines Demotapes kam sie zu einem Vertrag mit Sony Music. Zuerst schrieb sie nur Songs für andere Künstler wie Christina Aguilera und Adam Lambert. Nach fünf Jahren in England war sie nach Los Angeles gezogen und dort bekam sie 2011 dann nach einem Vorsingen bei L.A. Reid einen eigenen Plattenvertrag bei Epic Records.
Mit ihrer ersten Single Bones hatte sie in ihrer Heimat einen Nummer-eins-Hit mit Platinstatus. In den USA schaffte sie es immerhin in die Adult-Pop-Songs-Charts. Ihre zweite Single S. F. M. war zuvor bereits von Christina Aguilera unter dem Titel Sing for Me aufgenommen worden.

## Diskografie
Alben
- Over the Moon (2015)

Lieder
- Bones (2013)
- S. F. M. (Sing for Me) (2013)
- Holding You (Ginny Blackmore & Stan Walker, 2014)

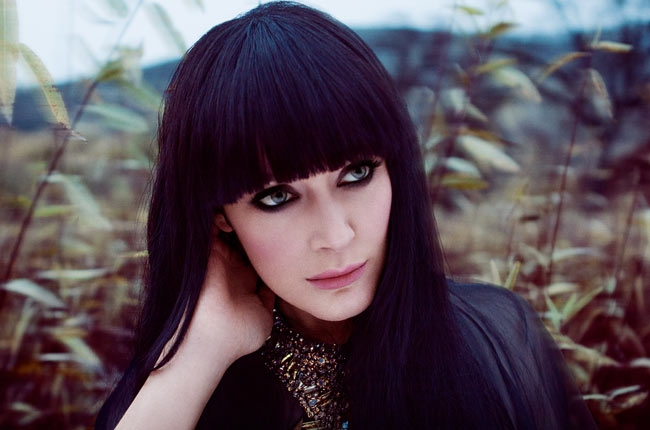
Ginny Blackmore (2013)

- I Can’t Make You Love Me (Ginny Blackmore & Stan Walker, 2014)
- Love Me Anyway (2015)